# Annie Schwartz
Pour les articles homonymes, voir Schwartz.
Annie Schwartz, née Annie Confavreux le 20 janvier 1943 à Lyon et morte le 9 août 2008,, est une personnalité de La Duchère à Lyon et une auteure spécialisée dans l'histoire de ce quartier. La bibliothèque municipale de La Duchère porte son nom.

## Biographie

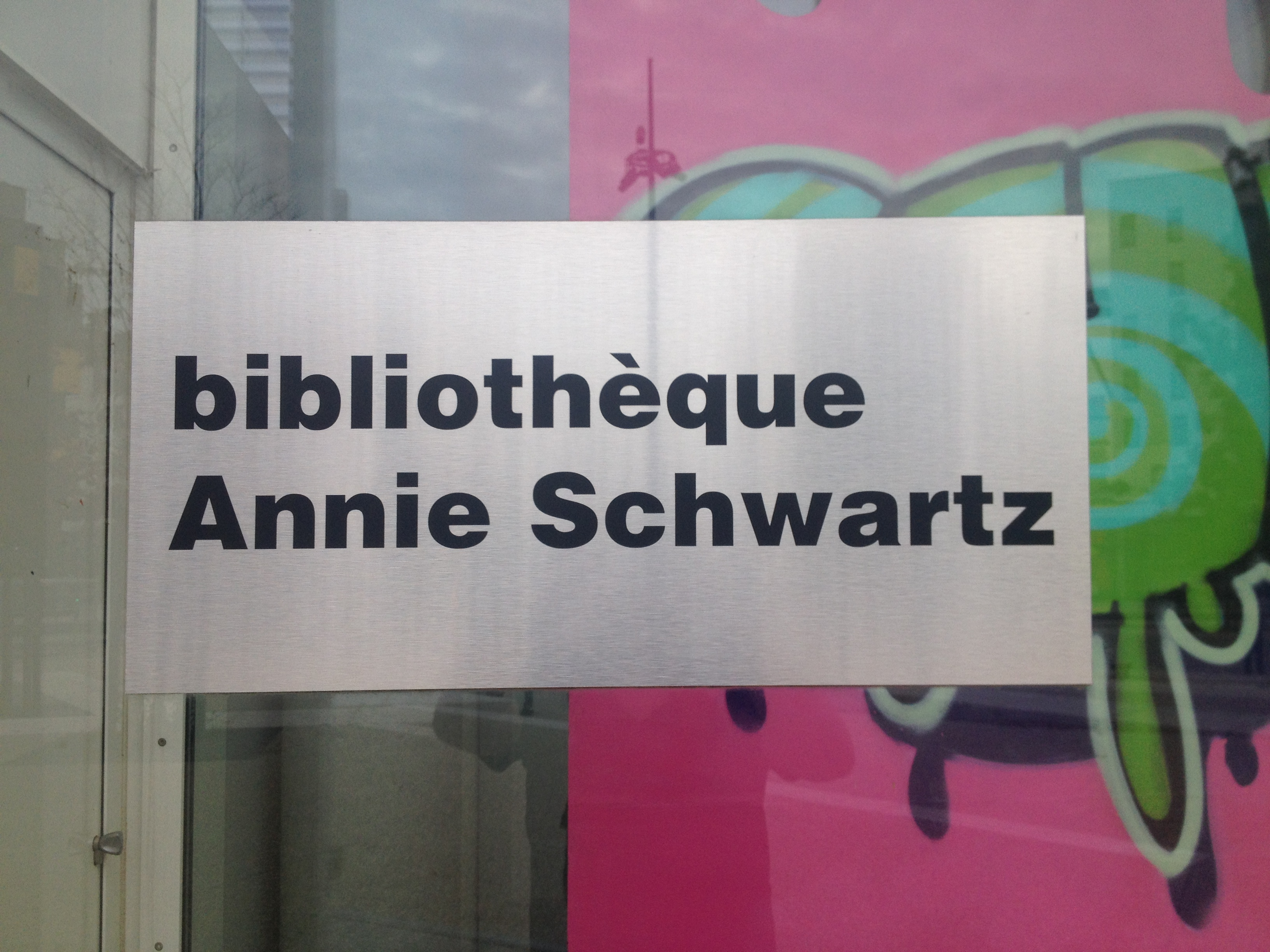
Plaque de la bibliothèque Annie-Schwartz.

Annie Schwartz a emménagé en 1965 à la Duchère. Elle y devient écrivain public et anime de nombreux ateliers d'écriture à la Bibliothèque de la Duchère, tout en aidant des habitants du quartier à partager leur histoire.
Elle est également l'auteur de plusieurs ouvrages sur le quartier de la Duchère à Lyon. À sa mort, son mari a fait don de son fonds personnel à la bibliothèque qui porte son nom,.

## Œuvres
- Annie Schwartz (préf. Gérard Collomb), La Duchère 40 ans : Réédition et mise à jour, AUDACCE, 2003, 335 p. (ISBN 978-2-9512973-3-3)
- Annie Schwartz (préf. Michel Noir), 30 ans de vies à la Duchère, Lyon, Utinam, juin 1993, 125 p.
- Annie Schwartz (ill. Alain Sauzay), Olivier de Serres ou la Médina brumeuse : la mémoire d'une cité disparue, Villeurbanne, Centre social de Cusset, 1997, 56 p. (ISBN 978-2-9511440-0-2, BNF 36174050)
- Annie Schwartz, Saint-Maurice-de-Beynost d'hier à aujourd'hui, 2000, 339 p. (ISBN 978-2-9515418-0-1, BNF 37622726)

### Ateliers d'écritures
- Annie Schwartz (dir.) (avec la collaboration de Marguerite-Marie Savalle), Les aides à domicile écrivent leur métier : témoignages des aides à domicile de SEMAD d'Annonay, Saint-Julien-Molin-Molette, Jean-Pierre Huguet, 2002, 169 p. (ISBN 978-2-907410-64-9, BNF 38810749)
- Annie Schwartz, La Duchère : pensées, t. 1, AUDACCE, 2000, 256 p. (ISBN 978-2-9512973-0-2, BNF 37690639)
- Annie Schwartz (préf. Gérard Collomb), La Duchère : pensées, t. 2, AUDACCE, 2000, 240 p. (ISBN 978-2-9512973-1-9)
- Annie Schwartz, La Duchère : pensées : jeux de plumes, t. 3, AUDACCE, 2003, 255 p. (ISBN 978-2-9512973-3-3)